# Иван Шранц
Иван Шранц  (слч. Ivan Schranz, Братислава, 13. септембар 1993) је словачки фудбалер који тренутно наступа за Славију из Прага.

## Биографија
Рођен је 13. септембра 1993. године у граду Братислави, где је и почео да игра фудбал. Дебитовао  је 2010. године играјући за екипу Петржалке, где је провео две сезоне, играјући у 31 првенственој утакмици. Потом је од почетка 2012. до 2017. играо за Спартак из Трнаве, уз кратку паузу у првој половини 2015. године, када је играо на позајмици за чешку Спарту из Прага, али је за тим наступио само на две утакмице чешког купа.
У лето 2017. прелази у чешку екипу Дукла (Праг), потписао је двогодишњи уговор. Наредних годину и по дана играо је за тим из Прага, након чега је пола године провео у АЕЛ-у, са којим је освојио Куп Кипра 2018/19.
Током периода 2019-2021 бранио је боје чешких клубова „Динамо“ (Чешке Будејовице) и „Јаблонец“, а у лето 2021. постао је играч прашке Славије.
Играо је за омладинску репрезентацију Словачке. На овом нивоу је наступио на 10 званичних утакмица и постигао 4 гола.
Дана 4. септембра 2020. дебитовао је у званичним утакмицама као део репрезентације Словачке у утакмици УЕФА Лиге нација 2020/21 против Чешке Републике (1:3) и одмах постигао гол.
У мају 2021. уврштен је у састав репрезентације за Европско првенство 2020. године. Дао је одлучујући гол против Белгије у групној фази Европског првенства 2024.

## Успеси

### Клупски
АЕЛ Лимасол
- Куп Кипра: 2018/19.